# Daniel Meyers
Daniel „Danny“ Meyers (* 2. März 1983 in Ascot, England) ist ein ehemaliger britischer Eishockeyspieler, der mit den Nottingham Panthers dreimal die Playoffs der Elite Ice Hockey League gewann.

## Karriere
Daniel Meyers begann seine Karriere als Eishockeyspieler in der Nachwuchsabteilung der Basingstoke Bison, für die er bereits in der Spielzeit 1998/99 in der British National League debütierte. Nachdem er 2000 und 2001 mit seinem Team jeweils das Playoff-Finale verloren hatte, verließ er Basingstoke und wechselte zum Ligakonkurrenten Milton Keynes Kings. Dort blieb er jedoch – ebenso wie bei den Solihull Blaze im Folgejahr – nur eine Spielzeit. Von 2003 bis 2006 spielte er für die Bracknell Bees, mit denen er 2005 die letzte Meisterschaft der British National League vor deren Auflösung gewinnen konnte. Er selbst trug als bester Verteidiger der Liga und Mitglied des All-Star-Teams maßgeblich zu diesem Erfolg bei. Nach Auflösung der BNL spielte er die Saison 2005/06 mit den Bees in der English Premier Ice Hockey League, die deren Nachfolge als zweithöchste britische Spielklasse angetreten hatte. In dieser Spielzeit gewann er mit den Bees den English-Cup. Anschließend wechselte er in die Elite Ice Hockey League, die höchste britische Spielklasse, zu den Nottingham Panthers. 2007, 2011 und 2012 gewann er mit den Panthern die Play-offs der EIHL sowie 2008, 2010, 2011 und 2012 den EIHL-Challenge-Cup. Nach sechs erfolgreichen Jahren in Nottingham, wo er ab 2007 Mannschaftskapitän war, zog es ihn 2012 zu den Sheffield Steelers und zwei Jahre später zum EPIHL-Club Guildford Flames, für den er drei Jahre auf dem Eis stand. Mit dem Team aus dem Südosten Englands gewann er 2016 sowohl die Playoffs als auch den Pokalwettbewerb der English Premier Ice Hockey League. 2017 beendete er seine Karriere.

### International
Für Großbritannien nahm Meyers im Juniorenbereich an der U18-B-Weltmeisterschaft 1999, der U18-Weltmeisterschaft der Europa-Division I 2000 und der U18-Weltmeisterschaft der Division II 2001 sowie der U20-C-Weltmeisterschaft 2000 und den U20-Weltmeisterschaften der Division II 2001, 2002 und 2003 teil.
Im Seniorenbereich stand er im Aufgebot seines Landes bei den Weltmeisterschaften der Division I 2004, 2006, 2007, 2008, 2009, 2010, 2011, 2012, 2013 und 2014. Zudem nahm Meyers für Großbritannien an den Olympiaqualifikationen für die Spiele in Vancouver 2010 und in Sotschi 2014 teil.

## Erfolge und Auszeichnungen
- 2005 Gewinn der British National League mit den Bracknell Bees
- 2005 Verteidiger des Jahres und Mitglied des All-Star-Teams der British National League
- 2006 Gewinn des English-Premier-Cups mit den Bracknell Bees
- 2007 Playoff-Meister der Elite Ice Hockey League mit den Nottingham Panthers
- 2008 Challenge-Cup-Sieger der EIHL mit den Nottingham Panthers
- 2010 Challenge-Cup-Sieger der EIHL mit den Nottingham Panthers
- 2011 Challenge-Cup-Sieger der EIHL mit den Nottingham Panthers
- 2011 Playoff-Meister der Elite Ice Hockey League mit den Nottingham Panthers
- 2012 Challenge-Cup-Sieger der EIHL mit den Nottingham Panthers
- 2012 Playoff-Meister der Elite Ice Hockey League mit den Nottingham Panthers
- 2016 Playoff-Meister der English Premier Ice Hockey League mit den Guildford Flames
- 2016 Gewinn des English-Premier-Cups mit den Guildford Flames

## Statistik
(Stand: Ende der Saison 2013/14)